# Тед Тарнер
Роберт Едвард Тарнер III, познатији као Тед Тарнер (енгл. Robert Edward Turner III, Ted Turner; Синсинати, Охајо, 19. новембар 1938) је амерички медијски магнат. Тед Тарнер, оснивач америчке телевизијске мреже CNN, широм света је био познат и као врхунски једриличар, ексцентрични власник спортских клубова и медијска личност. Одрастао је усамљен и невољен. Његов агресивни и стално пијани отац, батинама му је мислио усадити жељу за успехом. Ако би Тед заплакао, отац би удвостручио казну. А кад се у 53. години живота убио, свом је сину ипак оставио поприлично богатство.
Попут оца, Тед Тарнер је данас човек пун контрадикција, познат по томе што нема длаке на језику. Наследство је с годинама „оплеменио“, па се његово богатство процењује на више од седам милијарди долара: осим најпознатије светске тв мреже за прикупљање вести, поседује највећу колекцију филмова и цртаних филмова на свету, а царство му се непрестано шири. Највећи је светски донатор (1997. обавезао се да у следећих десет година дарује УН-у милијарду долара), један је од највећих земљопоседника у Америци, но уза све то богатство - Тарнер је и човек са визијом, контрадикторна мешавина предузетника и идеалисте. О томе сведоче и његови пословни подухвати, као на пример улагање у филмове о Индијанцима и заштити природе. Сви ти подухвати преносе поруке које Тарнер сматра важним за наш свет, али имају и своју пословну логику. Поред тога, 2001. године Тарнер је са америчким сенатором Самом Наном основао Иницијативу за нуклеарну претњу. То је нестраначка организација посвећена смањењу глобалне зависности и спречавању ширења нуклеарног, хемијског и биолошког оружја. Тренутно служи као копредседник одбора директора.
Тарнерово медијско царство започело је с очевим билборд послом, Turner Outdoor Advertising, који је преузео 1963. године након самоубиства његовог оца. У то време је предузеће било вредно милион долара. Куповином атлантске  станице 1970. године покренуто је предузеће Turner Broadcasting System. CNN је револуционирао новинске медије, извештавајући о катастрофи катастрофи спејс-шатла Чаленџер 1986. и рату у Персијском заливу 1991. Тарнер је претворио бејзбол тим Атланта Брејвс у национално популарну франшизу и покренуо добротворне Игре добре воље. Он је помогао у оживљавању интереса за професионално рвање куповином права над промотивном кампањом Светског рвачког шампионата (WCW).
Тарнер је такође своје ресурсе посветио еколошким циљевима. Он је био највећи приватни земљопоседник у Сједињеним Државама све док га Џон К. Малоне није надмашио 2011. Он већи део своје земље користи за ранчеве да би поново популаризовао месо бизона (за његов Тедов монтански грил продајни ланац), формирајући највеће постојеће крдо бизона на свету. Он је такође створио анимирану серију на тему заштите животне средине Капетан Планета и Планетари.

## Рани живот
Тарнер је рођен 19. новембра 1938. у Синсинатију у држави Охајо, као син Фиренце (с девојачким презименом Руни) и Роберта Едварда Тарнера II, билбордског магната. Када је имао девет година, његова породица се преселила у Савану у Џорџији. Тед је похађао је школу Макали, приватну припремну школу за дечаке у Чатануги у држави Тенеси. Тед је похађао Универзитет Браун и био је потпредседник Дебатне уније на Брауну и капетан једриличарског тима. Он је постао је члан Капа Сигме. Тарнер је иницијално студирао класике. Тедов отац је у једном писму изјавио да га избор његовог сина чини „запрепашћеним, чак и ужаснутим” и да је „скоро повраћао”. Турнер је касније променио смер студија и усредсредио се на економију, али пре него што је стекао диплому, избачен је због тога што је у његовој спаваоници боравила његова девојка. Тарнер је награђен почасном дипломом Универзитета Браун у новембру 1989. године, када се вратио у кампус како би одржао уводно излагање за другу годишњу конференцију Националног удружења универзитетских емитера.

## Пословна каријера

### WTBS
Након што је напустио Универзитет Браун, Тарнер се вратио на Југ крајем 1960. године, где је реадио као генерални директор подружнице предузећа свог оца у Мејкону у Џорџији. Након самоубиства његовог оца у марту 1963. године, Тарнер је постао председник и извршни директор компаније Turner Advertising у својој 24. години и претворио је ту фирму у глобално предузеће. Он се придружио Младим републиканцима, рекавши да се „осећа лагодно међу тим надобудним конзервативцима и само следи крајње десне кораке [свог оца]“, према књизи с насловом „Није тако лако како изгледа“.
Током периода Вијетнамског рата, Тарнеров посао је просперирао. Његово предузеће је имало „виртуелни монопол у Савани, Мејону, Коламбусу и Чарлстону“ и то је била „највећа компанија за рекламирање на отвореном простору на југоистоку“ САД. Исти извор напомиње да је Тарнер „открио да је његов отац током дужег периода претварао значајан износ опорезивог дохотка у беспорезна средства тако што је доходак користио као персоналну позајмицу компанији“. Он је такође „открио да би посао на билбордима могао бити рудник злата, порески амортизујући извор прихода који ствара огромне количине готовине без готово икаквих капиталних улагања“.
Крајем 1960-их, Тарнер је отпочео са куповином неколико јужних радио станица. Године 1969, он је продао је своје радио станице да би купио телевизијску станицу у Атланти,  Канал 17 WJRJ (сада WPCH). У то време, UHF станице су добро пролазиле само на тржиштима без  станица, попут Фресна у Калифорнији, или на тржиштима са само једном VHF станицом. Независне UHF станице нису задобијале високи рејтинг, нити су биле знатно профитабилне чак и на већим тржиштима, али Тарнер је извео закључак да ће се то променити, јер су људи желели да имају вишеструки избор. Он је променио је назив у WTCG, погрешно тврдећи да је то скраћеница за , мада је тај акроном био изведен из . У почетку је станица приказивала старе филмове из претходних деценија, заједно са биоскопским цртаним филмовима и некадашњим ситкомима и драмским програмима. Како би боље синдилизовани производ био одбачен са VHF станица, Тарнер би га откупио за своју станицу по врло ниској цени. WTCG канал је углавном емитовао другоразредне или чак трећеразредне програме, укључујући дела попут Gilligan's Island, I Love Lucy, Star Trek, Hazel, и Bugs Bunny. Остали јефтини садржаји су обухватали дела хумористе Била Таша који је читао вести у 3 сата ујутро, што је навело Тарнера да у шали коментарише да „тренутно имамо 100% удела“. Таш је често читао вести у присуству Рекса, немачког овчара у кошуљи са краватин. До 1972. године, WTCG канал је стекао права на емитовање утакмица Атланта брејвса и Атланта хокса. Тарнер би купио UHF Канал 36 WRET (сад WCNC) у Шарлоту у Северној Каролини, и управљао њиме у формату сличном WTCG.

## Бракови
- Џулија Гејл (1960–1964)
- Џејн Смит (1965–1988)
- Џејн Фонда (1991–2001)